# 约瑟夫·冯·艾兴多夫

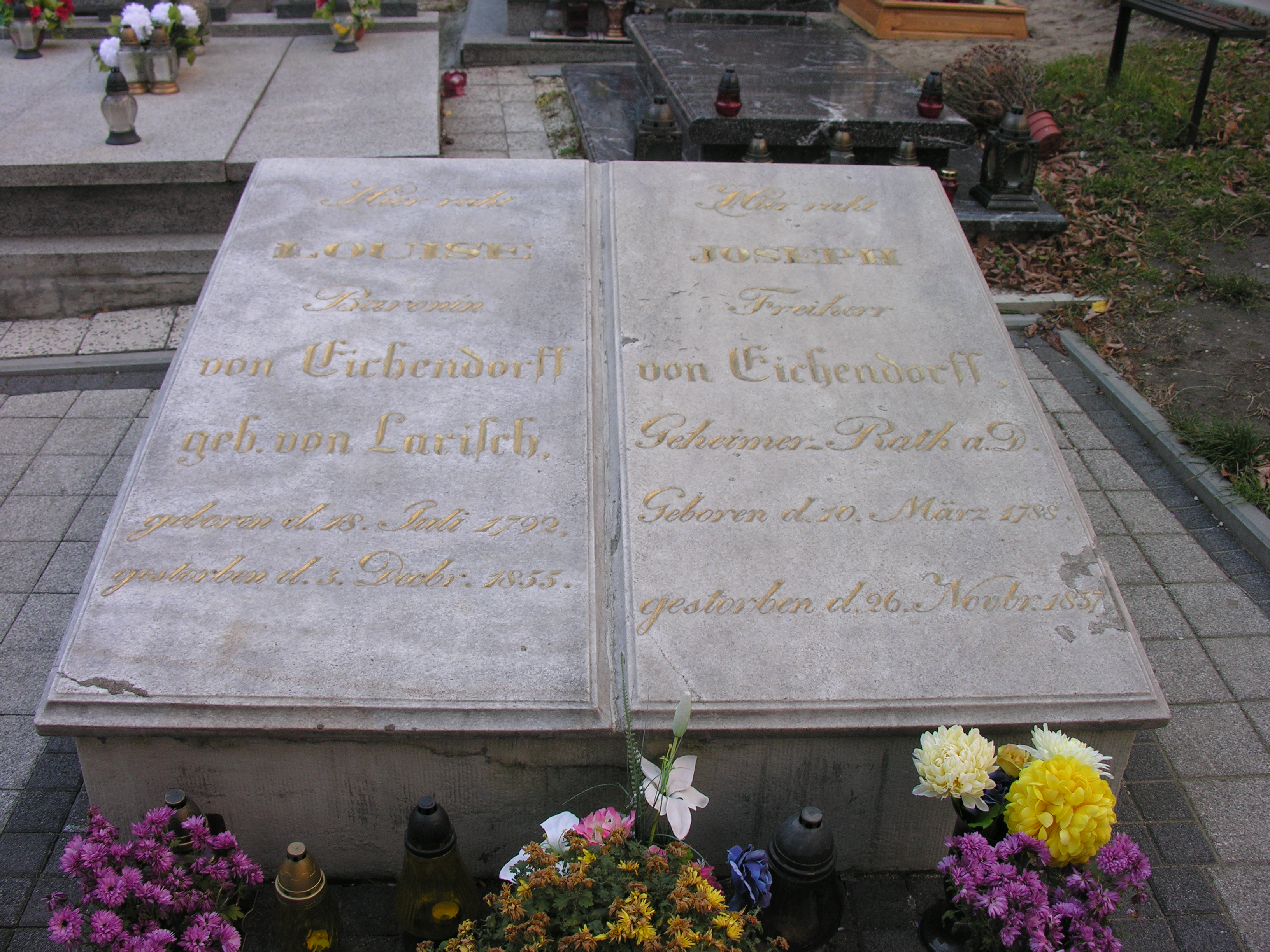
约瑟夫·冯·艾兴多夫男爵与其妻子路易丝在尼斯的墓

约瑟夫·冯·艾兴多夫男爵（德語：Joseph Freiherr von Eichendorff，1788年3月10日—1857年11月26日），德国诗人，小说家。约瑟夫被视为德国最重要的浪漫主义作家，他的作品从诞生之初到现代在德国都很流行。

## 生平
1788年3月10日，约瑟夫·冯·艾兴多夫在普魯士王國上西里西亞拉齐布日出生。他的父亲是阿道夫·冯·艾兴多夫男爵（Adolf Freiherr von Eichendorff ），一名普鲁士军官。他的母亲是卡罗利妮（Karoline，出生名Freiin von Kloche），来自天主教會贵族家庭。自1805年起，约瑟夫分别在哈雷和海德堡学习法律。1808年，他走遍欧洲，访问巴黎与维也纳。1810年，他回到家乡帮助父亲经营家族地产。同年，他在柏林结识了海因里希·冯·克莱斯特与約翰·戈特利布·費希特等。1813年到1815年，他参加拿破仑战争，在吕措陆战队中当志愿军。
从1816年起，约瑟夫在普鲁士担任行政工作。起初他在弗罗茨瓦夫的司法机关里工作。1821年，他在格但斯克担任学校检察员，1824年在柯尼斯堡担任此职。1831年，他举家迁往柏林，在那里为几个部门工作后，于1844年退休。1857年11月26日，约瑟夫在上西里西亞尼斯逝世。